# ジロ・ディ・ロンバルディア2013
ジロ・ディ・ロンバルディア2013（Giro di Lombardia 2013）は、ジロ・ディ・ロンバルディアの107回目のレース。2013年10月6日に行われた。

## 参加チーム
UCIプロチーム
| チーム名                         | 国籍           | コード |
| -------------------------------- | -------------- | ------ |
| AG2R・ラ・モンディアル           | フランス       | ALM    |
| アルゴス・シマノ                 | オランダ       | ARG    |
| アスタナ                         | カザフスタン   | AST    |
| ベルキン                         | オランダ       | BEL    |
| BMC・レーシングチーム            | アメリカ合衆国 | BMC    |
| キャノンデール                   | イタリア       | CAN    |
| エウスカルテル・エウスカディ     | スペイン       | EUS    |
| FDJ.fr                           | フランス       | FDJ    |
| ガーミン・シャープ               | アメリカ合衆国 | GRS    |
| カチューシャ                     | ロシア         | KAT    |
| ランプレ・メリダ                 | イタリア       | LAM    |
| ロット・ベリソル                 | ベルギー       | LTB    |
| モビスター・チーム               | スペイン       | MOV    |
| オリカ・グリーンエッジ           | オーストラリア | OGE    |
| オメガファーマ・クイックステップ | ベルギー       | OPQ    |
| レディオシャック・レオパード     | ルクセンブルク | RLT    |
| チーム・サクソ - ティンコフ      | デンマーク     | TST    |
| チームスカイ                     | イギリス       | SKY    |
| ヴァカンソレイユ・DCM            | オランダ       | VCD    |

招待チーム
- アンドローニ・ジョカットーリ　（ イタリア、AND）
- コロンビア　（ コロンビア、COL）
- ヨーロッパカー　（ フランス、EUC）
- IAM　（ スイス、IAM）
- MTN - クベカ　（ 南アフリカ共和国、MTN）
- ネタップ・エンデュラ　（ ドイツ、TNE）

## 成績
- ベルガモ〜レッコ 242.0㎞

| 順位 | 選手名                     | 国籍         | チーム                           | 時間          |
| ---- | -------------------------- | ------------ | -------------------------------- | ------------- |
| 1    | ホアキン・ロドリゲス       | スペイン     | カチューシャ                     | 6時間10分18秒 |
| 2    | アレハンドロ・バルベルデ   | スペイン     | モビスター・チーム               | +17秒         |
| 3    | ラファウ・マイカ           | ポーランド   | チーム・サクソ - ティンコフ      | +23秒         |
| 4    | ダニエル・マーティン       | アイルランド | ガーミン・シャープ               | +45秒         |
| 5    | エンリコ・ガスパロット     | イタリア     | アスタナ・チーム                 | 同            |
| 6    | ダニエル・モレノ           | スペイン     | カチューシャ                     | +55秒         |
| 7    | ピーター・セリー           | ベルギー     | オメガファーマ・クイックステップ | 同            |
| 8    | フランコ・ペッリツォッティ | イタリア     | アンドローニ・ジョカットーリ     | 同            |
| 9    | イヴァン・サンタロミータ   | イタリア     | BMC・レーシングチーム            | 同            |
| 10   | ロベルト・ヘーシンク       | オランダ     | ベルキン                         | 同            |